# Rackberget
Rackberget este o arie protejată (arie specială de conservare — SAC, sit de importanță comunitară — SCI) din Suedia întinsă pe o suprafață de 54,4 ha, integral pe uscat.

## Localizare
Centrul sitului Rackberget este situat la coordonatele 65°40′57″N 21°03′30″E / 65.6825°N 21.0584°E.

## Înființare
Situl Rackberget a fost declarat sit de importanță comunitară în decembrie 1995 pentru a proteja 2 specii de plante. Situl a fost protejat și ca arie specială de conservare în martie 2011.

## Biodiversitate
Situată în ecoregiunea boreală, aria protejată conține 2 habitate naturale: Păduri fino-scandinave bogate în ierburi cu Picea abies, Taiga vestică.
La baza desemnării sitului se află mai multe specii protejate de  plante (2): Calypso bulbosa, Ranunculus lapponicus.